# Flight Management System
El flight management system (FMS) constituye un componente fundamental de la aviónica de una aeronave comercial moderna. Es un ordenador especializado que automatiza un gran número de tareas que se han de realizar durante el vuelo, reduciendo así la carga de trabajo de la tripulación. Antiguamente muchas de estas tareas las efectuaba el mecánico de vuelo o el navegante. La función primaria del mismo es la gestión en vuelo del plan de vuelo . Mediante una serie de sensores como por ejemplo el GPS y el INS, a menudo suplementado mediante Radioayuda, con objeto de determinar la posición de la aeronave, el FMS puede guiarla a lo largo del plan de vuelo can. En la cabina el FMS se controla mediante una Unidad de Control del Displays o CDU , que tiene una pantalla no muy grande y un teclado . El FMS va enviando el plan de vuelo para que aparezca en el se Sistema Electrónico de Instrumentos de Vuelo (EFIS), el Navigation Display (ND), o Pantalla Multifunción (MFD). Se puede resumir al FMS como un sistema dual, entre el Flicght Management Computer (MFC) , el CDU y un bus de comunicación entre los dos.
El FMS moderno fue introducido en el Boeing 767, aunque ya existían sistemas de navegación anteriores. Hoy día, ya existen sistemas semejantes al FMS en aviones tan pequeños como el Cessna 182. A lo largo de su evolción el FMS ha tenido diferentes tamaños, capacidades y controles. Sin embargo, ciertas características son comunes a todos los FMS.
El FMS (Flight Management System) Une el director de vuelo y el piloto automático modernizado e incluye numerosas funciones adicionales.
El FMS tiene un CDU (Control and Display Unit) que es el encargado de mostrar la información de todos los sistemas conectados al FMS. Pulsando "MCDU" aparecen en la pantalla todos los sistemas y su estado: verde significa preparado.
El ordenador de a bordo comercial se llama FMC (Flight Management Computer) y el militar (Mission Computer)
- Entradas/Salidas: el FMC recibe señales de los diferentes sensores distribuidos por el avión. La información recibida se calcula, se controlan los parámetros y se devuelven a las superficies de control, instrumentos...etc. El movimiento interno de la información se realiza mediante tres buses principales: datos, dirección y control.